# شریف باجور
شریف باجور (زاده ؟ - درگذشته ۳ شهریور ۱۳۹۷) فعال مدنی و فعال محیط زیست اهل مریوان و از اعضای هیئت مدیره انجمن سبز چیا و مسئول اطفای حریق این انجمن بود. او که در سوم شهریور ۱۳۹۷ به همراه امید کهنه‌پوشی از اعضای انجمن سبز چیا و محمد پژوهی و رحمت حکیمی‌نیا از جنگل‌بانان منطقه برای مهار آتش‌سوزی در جنگل‌های روستای پیله و سلسی به آن جا رفته بودند، گرفتار آتش شدند و جان باختند. هرچند مرتضی سلیمی، رئیس سازمان امداد و نجات هلال احمر در گفتگو با شبکه خبر صداوسیما ضمن تأیید مرگ این چهار تن، آلوده بودن منطقه به مین و احتمالاً انفجار آن را دلیل مرگ این افراد دانست.

## فعالیت‌های مدنی

### عیادت از سرباز فداکار مریوانی به همراه فعالان محیط زیست تبریز
گروهی از حامیان حیوانات تبریز و کردستان، در اقدامی هماهنگ به ملاقات "محمد باختر" سرباز مریوانی رفتند که برای نجات یک سگ روی مین رفت و پای خود را از دست داد. این سرباز مجروح برای گذراندن درمان خود به یکی از بیمارستان های تبریز منتقل شده بود.

### به آتش کشیده شدن مغازه
شریف باجور از فعالان شناخته شده محیط زیستی و از اعضای هیئت مدیره انجمن سبز چیا بود. نهادهای امنیتی بارها او را به سبب فعالیت‌های محیط زیستی خود در سال‌های ۱۳۹۰ و ۱۳۹۵ بازداشت و بازجویی کرده بودند. مغازه او، هنگامی که در ۱۲ آبان در حمایت از حقوق حیوانات اعتصاب کرده بود و در یک راهپیمایی اعتراض‌آمیز از مریوان به سوی ثلاث باباجانی رهسپار شده بود، به صورتی مشکوک آتش گرفت.

### دیدار با خانواده‌های دائمی و شهابی
شریف باجور در شهریور ۱۳۹۶ همزمان با اعتصاب غذا، از مریوان تا تهران را در حمایت از رضا شهابی و آتنا دائمی و نیز اعتراض به کشتار کولبران و با شعار «عدم خشونت راه پیروزی انسانیت است» رکاب زد. جمعی از فعالان مدنی در تهران در میدان آزادی به پیشواز او رفتند. باجور لوح تقدیر و تندیسی را که شماری از نهادهای حقوقی به او اهدا کرده بود، در دیدار با خانواده دائمی، به پدر آتنا دائمی اهدا کرد.

### زمین‌لرزه ازگله
جستار اصلی: زمین‌لرزه ازگله
در زمین‌لرزه ۲۱ آبان ازگله از جمله کسانی بود که بی‌درنگ از سویی دست‌به‌کار گردآوری کمک‌های مردمی در مریوان و دیگر شهرهای استان کردستان شد و از دیگر سو با حضور پیوسته در ازگله و مناطق پیرامون، مدیریت توزیع کمک‌ها و تأمین نیازهای زلزله‌زدگان را بر عهده گرفت.

## آتش‌سوزی جنگل‌های پیله و سلسی
شریف باجور روز شنبه سوم شهریور ۱۳۹۷ به همراه امید کهنه‌پوشی و دو تن از جنگل‌بانان مراتع سلسی در شهرستان مریوان در میان آتش گرفتار شدند و جان باختند.

## یادبود
در روستای باشماق در منطقۀ تیله‌کوی شهرستان سقز، به همت انجمن هیوای زانست شهر سقز، یک مرکز خیریه و همچنین اهالی این روستا کتابخانه‌ای ساخته‌شد که به یادبود کشته‌شدگان ماجرای سلسی، «کتابخانۀ شهید شریف باجور» نام‌گذاری شد. این کتابخانه روز ۲۲ شهریور ۱۳۹۷ با حضور سه تن از اعضای انجمن چیای سبز مریوان به نمایندگی از این انجمن افتتاح شد.